# 左宗棠

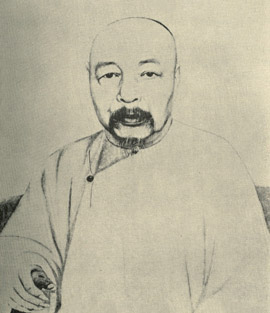
左宗棠

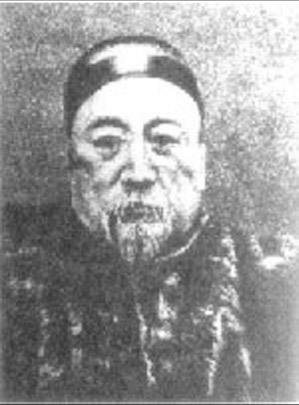
左宗棠

左 宗棠（さ そうとう、ツォ・ゾンタン、嘉慶17年10月7日〈1812年11月10日〉- 光緒11年7月27日〈1885年9月5日〉）は、清朝末期の著名な大臣。太平天国の乱の鎮圧に活躍し、洋務派官僚としても有名。中国では「清代最後の大黒柱」と非常に高い評価を受けている（文化大革命期に太平天国が持ち上げられると、逆に評価が下がったこともある）。字は季高、湖南省湘陰県出身。老亮と号する。

## 生涯

### 太平天国討伐
士大夫の家系で、曾祖父・祖父と父は地元の教師だった。左宗棠は道光12年（1832年）に科挙で挙人の資格を得たが、進士には合格出来ず3回も落第したため、官僚への道を諦めて湖南で家塾の師となり、歴史や地理の研究に没頭していた。友人の胡林翼は左宗棠の才能を高く買い、度々要人に左宗棠を推薦、道光29年（1849年）に湖南を訪れた林則徐と左宗棠が会談することもあったが、自らを清末の諸葛亮（孔明）と称していたため、大抵の人間からは変人扱いされていた。
道光30年（1850年）に太平天国の乱が勃発すると、胡林翼の推挙で湖南巡撫張亮基・駱秉章の幕府に入り、楚勇を組織して太平天国軍の攻撃から長沙を守った。その後も諸省を転戦して軍功を立て、曽国藩の推薦で咸豊11年（1861年）に浙江巡撫となると、浙江へ移り太平天国との戦闘を継続、イギリスやフランスと協力して金華・紹興などを奪回、同治2年（1863年）に閩浙総督に昇進した。同治3年（1864年）には杭州を奪回し浙江を平定、徐宗幹・瑞麟と協力して東南部の太平天国の残党の掃討にあたり、李世賢・汪海洋ら残党勢力を楊昌濬・劉典・王徳榜・康国器・高連升・鮑超・黄少春・蔣益澧・林文察ら湘軍を派遣して任務を果たした。太平天国鎮圧後は曽国藩や李鴻章らと共に軍備強化のため洋務運動を推進し、福州船政局などを創設した。

### 北西部の平定
同治5年（1866年）には陝甘総督に転任、イスラム教徒のドンガン人（回族）の蜂起（回民蜂起）鎮圧を任じられ遂行に動いた。しかしこの最中に捻軍が暴れ回ったため、回民は後回しにして捻軍討伐を優先した。この頃捻軍は李鴻章の活躍で東西に分裂、かつての勢いは無くなっていたため、左宗棠は魏光燾・饒応祺・袁保恒・陳湜・宋慶・趙秉鈞などを率いて李鴻章と共に捻軍討伐を開始、張宗禹率いる西捻軍の平定に専念し、同治6年（1867年）に東捻軍は李鴻章の淮軍に包囲され壊滅、西捻軍も翌7年（1868年）6月に追い詰められ平定された。
そうして背後の安全を確保すると、同年10月に改めて回民蜂起鎮圧に出動、任地の陝西省・甘粛省へ進軍し陝西の西安へ入った。まずは北西の董志塬に駐屯する白彦虎の回民軍を撃破、陝西は平定したが、馬化龍ら残存勢力は甘粛東部の金積堡に籠城して抵抗、左宗棠も同治8年（1869年）から包囲を開始した。しかし抵抗は長引き、北京政府からは召還の声が上がり、同治10年（1871年）1月には責任を感じた部将劉松山が夜襲を仕掛け、失敗して戦死する痛手まで被った。しかし劉松山の甥劉錦棠が雪辱を果たすため金積堡を急襲、ようやく金積堡を陥落させ馬化龍を処刑してから任務は順調に進み、回民への対応として逃亡民を呼び戻し、定住・土地開墾および食糧援助を行ったため回民の抵抗も徐々に下火になった。
同年11月、臨夏を占領していた回民の首領の1人馬占鰲が降伏、甘粛中部も手に入り翌12年（1873年）7月に蘭州へ進駐した。劉錦棠も甘粛東部の回民討伐へ出向、西寧の馬桂源も討ち東部も制圧した。残る粛州（現在の酒泉市）に籠もる馬文禄は一旦帰順していたが、陝西から逃亡した白彦虎に呼応して反旗を翻し、左宗棠が派遣していた徐占彪・楊世俊の包囲に耐えていた経緯があるため、7月に左宗棠が包囲の指揮を執り、9月に粛州を落として馬文禄を処刑、陝西・甘粛などの河西回廊を含む中国北西部は平定された。

### 新疆奪回へ
北西の状況は安定したが、左宗棠には更に西の新疆奪回の任務が与えられていた。清の領土だった新疆もイスラム教徒の反乱が頻発し、新疆に隣接するコーカンド・ハン国の軍人ヤクブ・ベクが混乱に乗じて新疆を乗っ取り（ヤクブ・ベクの乱）、ロシアも南下政策で新疆北部のイリ地方を占領するという状態だった。
左宗棠は直ちに新疆遠征の準備に取り掛かったが、かつての協力相手だった李鴻章がこれに反発、同治13年（1874年）に海防・塞防論争が起こった。左宗棠はロシアに対する陸上の備えの重要性を主張する塞防派の代表格であり、イギリスに対するために海軍を重視する海防派の代表格である李鴻章とは政治的に対立関係にあった。新疆に関しても、弱体化した支配を立てなおそうとする左宗棠と、海軍に集中するために防衛の難しい新疆をロシアに割譲しようとする李鴻章との間では意見の相違があった。論争は翌光緒元年（1875年）まで続いたが、軍機大臣文祥が賛成したため海防・塞防どちらも行う方針で決定され、欽差大臣に任命された左宗棠はヤクブ・ベクの乱により清の支配力が弱体化した新疆の軍務を担当し、副将の金順・劉錦棠・史念祖・譚鍾麟らを従え、新疆東部で清の数少ない拠点ハミで屯田持久策を採り、出兵を整えていた。
光緒2年（1876年）5月、左宗棠の先鋒部隊はハミから北のバリクルへ進駐、西へ進みウルムチ近郊でヤクブ・ベク軍と衝突、金順・劉錦棠はこれを退けウルムチを落とし、その他の拠点も奪回し新疆北部を手に入れた。翌光緒3年（1877年）3月には劉錦棠がウルムチと新疆南部を繋ぐ達坂城を落城、部将張曜も南部を西進して劉錦棠と合流した。5月にトルファンが降伏、ヤクブ・ベクが急死して大勢は決し、劉錦棠は11月までに新疆を西進して反乱地域を平定、11月に西端のカシュガルを落として新疆を奪回した。同年、左宗棠は守備強化を目的に省設置を中央へ奏上、後の新疆省設置に繋がった。
一方、イリ地方は返還交渉がなかなか進まず、光緒4年（1878年）に崇厚が中央からロシアへ派遣されたが、翌5年（1879年）に清とロシアの間で締結されたリヴァディア条約が不平等条約だったため、左宗棠は激しく崇厚を非難した。清は改めて曽紀沢を派遣して交渉に当たらせ、光緒7年（1881年）にイリ条約を締結、イリ地方返還を果たし北の領土問題は解決された。これに先立ち左宗棠は軍を動かしロシアを威嚇したが、和平に傾く政府の意向で光緒6年（1880年）7月に中央へ呼び戻された。代わって劉錦棠が司令官となり、光緒10年（1884年）に新疆省が設置されると初代巡撫に就任、金順もイリ将軍として新疆省の治安維持に尽くした。
中央召還後左宗棠は清の重臣として軍機大臣、両江総督兼南洋大臣、東閣大学士の要職を歴任。清仏戦争では光緒10年8月から翌11年（1885年）4月まで欽差大臣として福建省沿岸の防衛を任命された。同年9月、72歳で福州で病死。著書に『左文襄公全集』がある。